# Klub Sportowy Hurtap Łęczyca
Lo Klub Sportowy Hurtap Łęczyca è una  società polisportiva polacca con sede a Łęczyca.

## Storia
L'Hurtap Łęczyca è la polisportiva aziendale della farmaceutica "Hurtap SA" e fino al 2012 comprendeva, oltre alla sezione di calcio a 5, anche quella di beach soccer. La squadra di calcio a 5 è stata inaugurata nel 1998 e ha debuttato nella massima serie del campionato polacco nella stagione 2006-07, giungendo settima. Due anni più tardi ha vinto il suo primo, e finora unico, campionato.

## Rosa 2009-10
| N. |                    | Ruolo | Calciatore        |
| -- | ------------------ | ----- | ----------------- |
| 1  | Polonia (bandiera) | G     | Dariusz Slowinski |
| 3  | Ucraina (bandiera) | G     | Serhiy Vatsyak    |
| 4  | Polonia (bandiera) | G     | Marek Widzicki    |
| 5  | Ucraina (bandiera) | G     | Artem Kovalyov    |
| 7  | Polonia (bandiera) | G     | Robert Czekalski  |
| 8  | Ucraina (bandiera) | G     | Serhiy Tkachenko  |
| 10 | Polonia (bandiera) | G     | Daniel Krawczyk   |

| N. |                    | Ruolo | Calciatore         |
| -- | ------------------ | ----- | ------------------ |
| 11 | Polonia (bandiera) | G     | Igor Sobalczyk     |
| 13 | Ucraina (bandiera) | G     | Maxym Moskalyuk    |
| 77 | Polonia (bandiera) | G     | Marcin Pawlowski   |
| 80 | Polonia (bandiera) | G     | Lukasz Groszek     |
| 81 | Polonia (bandiera) | G     | Mariusz Milewski   |
| 89 | Polonia (bandiera) | G     | Marcin Karasinski  |
| 92 | Polonia (bandiera) | G     | Rafal Chwialkowski |

## Palmarès
- Campionato polacco: 1
2008-09
- Coppa di Polonia: 1
2010